# 12241 Lefort
12241 Lefort è un asteroide della fascia principale. Scoperto nel 1988, presenta un'orbita caratterizzata da un semiasse maggiore pari a 2,3286307 UA e da un'eccentricità di 0,2300496, inclinata di 1,69771° rispetto all'eclittica.